# 겟 다운 (드라마)
《겟 다운》(영어: The Get Down)는 미국의 시대극 뮤지컬 드라마로, 넷플릭스에서 2016년 공개되었다. 소니 픽처스 텔레비전에서 제작하고 배즈 루어먼 감독이 총연출을 맡았다. 저스티스 스미스, 셔믹 무어, 스카일런 브룩스, 제이든 스미스, 트러메인 브라운 주니어가 출연한다. 1970년대 후반의 뉴욕을 배경으로 디스코, 알앤비, 힙합과 10대 이야기를 다룬다.

## 출연진

### 주연
- 저스티스 스미스 - 이지킬 피거로 / 지크
- 셔믹 무어 - 커티스 콜드웰 / 샤오린 판타스틱
- 허라이즌 F. 가디올라 - 마일린 크루스
- 스카일런 브룩스 - 로널드 키플링 / 라라
- 트러메인 브라운 주니어 - 마일스 키플링 / 부부
- 야히아 압둘마틴 2세 - 클래런스 콜드웰 / 캐딜락
- 지미 스미츠 - 프란시스코 크루스 / 파파 푸에르테

### 조연
- 제이든 스미스 - 마커스 키플링 / 디지
- 더비드 디그스 - 레이
- 잔카를로 에스포시토 - 월트 포브스
- 스테퍼네이 마틴 - 욜란다 키플링
- 셜리 로드리게스 - 레지나
- 마머두 아체이 - 그랜드마스터 플래시
- 캐런 올드리지 - 어델 키플링
- 케빈 코리건
- 브랜던 J. 더든
- 마이클 길 - 건스 씨
- 자브리나 게바라 - 리디아 크루즈
- 론 시퍼스 존스 - 윈스턴 키플링
- 주디 마테이 - 완다
- 에번 파크 - 울프
- 샐 렌디노 - 스탠리 켈리
- 욜란다 로스 - 미스 그린
- 토리 데번 스미스 - 리틀 울프
- 릴리어스 화이트 - 뚱보 애니
- 프랭크 우드 - 에드 코크
- 리 터거슨
- 에릭 버고전 - 로이 애시턴
- 에릭 D. 힐 주니어 - DJ 쿨 허크
- 노아 러그로스 - 소어
- 카심 미들턴 - DJ 빅 플래닛
- 레이조널디 로드리게스 - 정색 칼리토
- 줄리아 가너
- 빌리 포터
- 러네이 엘리스 골즈베리 - 제프 코니커